# Mehdi de Graincourt
Œuvres principales
Biographie d’Ibn al Arabî, Leur Maroc regard d’artistes, écrivains voyageurs venus d’ailleurs, Moi Habiba petite bonne,  Parfums l’inspiration Marrakech, d’Yves Saint Laurent à Serge Lutens et biographie d'Ibn Battouta, Prix Grand Atlas de l'Ambassade de France.
Mehdi de Graincourt est un écrivain et artiste français originaire d’une famille du Nord de la France.

## Famille
Descendant du roi Louis IX (1214-1270), la famille de Graincourt s’est illustrée tout au long de l’histoire de France. Ainsi, Nicolas de Graincourt chapelain à la cour du duc de Bourgogne Philippe le Bon (1396-1467). Guislain de Graincourt institué en 1713 garde des bois de Frévent par Anne-Elizabeth de Lorraine, princesse d’Espinois (1649-1714). Gabriel de Clieu de Graincourt (1687-1774) apporta le premier plant de caféier aux Antilles en 1720, notamment en Guadeloupe où il fut gouverneur de 1737 à 1753. Le marquis et la marquise de Graincourtsont immortalisés par Marcel Proust dans À la Recherche du temps perdu.

## Historien
À l’initiative de son cousin Pierre Bernard éditeur, créateur de la première maison d'édition française dédiée au monde arabe, Sindbad, il rencontre Naguib Mahfouz au Caire et s’intéresse au soufisme. En 2005, Mehdi de Graincourt publie une biographie du soufi andalou des XIIe et XIIIe siècles Ibn al Arabî, étudiée à l'université Colombia de New York. Depuis 2009 "Raconte-moi Ibn Battouta" figure sur la liste des livres enseignés en France et au Maghreb dans le programme de l’Éducation Nationale. Mehdi de Graincourt reçoit le Prix Grand Atlas de l’ambassade de France en 2010,. Depuis 2025, il offre ses textes en lecture gratuite, tels que Chroniques de la Médina et sa biograohie de Joséphine Baker.

## Sociologue
En 2007, son essai Moi Habiba petite bonne sur les petites filles exploitées comme domestiques, est soutenu par le ministère de la culture du Maroc. Sa publication par la psychiatre et anthropologue Rita El-Khayat, entame un débat national. Avec le Haut Commissariat au Plan, l'Unicef et le Fonds des Nations Unies pour la Population, une commission de l'Unesco utilise cet ouvrage comme référence. Un projet de loi luttant contre le travail des enfants de moins de quinze ans est élaboré,,,, avec scolarisation obligatoire. Plusieurs de ses livres sont transcrits en braille, dont ses contes destinés à la jeunesse,. Journaliste, il écrit pour divers supports dont L'Opinion, Libération, Citadine, Médina et le magazine Royal Air Maroc.

## Artiste
Né dans une famille d’artistes - son grand-oncle le peintre Émile Bernard est avec Gauguin le fondateur de l'École de Pont-Aven, sa grand-tante Madeleine a posé pour Auguste Renoir - Mehdi de Graincourt présente en 2009, à la Villa des Arts/Fondation ONA de Casablanca une installation sur le thème des cinq éléments,,. En 2010, il expose une soixantaine de peintures à l'huile et acrylique au Musée de Marrakech, sous l'égide de la Fondation Omar Benjelloun. Ses œuvres sont reproduites dans Leur Maroc, regards d'écrivains, artistes, voyageurs, venus d'ailleurs,,édité avec une préface de Michel Jobert puis par la Fondation Jardin Majorelle préfacé par Pierre Bergé. Fruit de son amitié pour Yves Saint Laurent et Serge Lutens Parfums l'inspiration Marrakech paraît en 2022, illustré par ses tableaux,.

## Ouvrages
- Amadeus n'est pas un ours, Yomad éditions, publié avec le concours de l'Agence intergouvernementale de la Francophonie, 2003

- Sur la voie d'Ibn Al-Arabi les révélations de Fes et Marrakech, biographie du soufi andalou des XIIe et XIIIe siècles, préface de Djibraîl Mandel Khan, éditions Senso Unico, 2005

- Moi Habiba petite bonne, Editions Aïni Bennaï, publié avec le concours du ministère de la culture du Maroc, 2007, transcrit en braille

- Raconte-moi le luth, en collaboration avec Amina Alaoui, éditions Yanbow al Kitab, publié avec le concours du ministère de la culture du Maroc, 2007

- Raconte-moi Ibn Battouta, illustré par l'auteur et Mireille Goëttel, éditions Yanbow al Kitab, publié avec le soutien de la Fondation BMCI Groupe BNP Paribas, 2009, édition en arabe, 2015, réédition en français 2024

- Leur Maroc, regards d'écrivains, artistes, voyageurs, venus d'ailleurs, Malika éditions, publié avec le soutien de la Fondation BMCI Groupe BNP Paribas, préface de Michel Jobert, 2010

- Parfums l'inspiration Marrakech, d'Yves Saint Laurent à Serge Lutens, publié avec le soutien de la Fondation Majorelle, éditions Malika, 2022
- Comment Joséphine Baker peut changer votre vie, "Ma joie est ma prière", avec une version audio de Nawale El Marzouki,Emergences Littéraires & Artistiques, 2024

### Participation
- Najia Bennani Juste comme vient la vie éditions Aïni Bennaï 2010

- Patrice Bellon Livre d’art éditions Bellon 2016